# جون نيل
جون نيل (بالإنجليزية: John Neill)‏ (17 أغسطس 1987 في المملكة المتحدة - ) هو لاعب كرة قدم بريطاني في مركز الوسط. لعب مع ريث روفرز وهارت أوف ميدلوثيان وهاميلتون أكاديميكال ونادي كلايد ونادي ستيرلينغشير الشرقية وإيرفين ميدو XI ‏ ونادي كوينز بارك.

## وصلات خارجية
- جون نيل على موقع قاعدة بيانات كرة القدم.إي يو (الإنجليزية)
- جون نيل على موقع Soccerbase.com (لاعب) (الإنجليزية)